# Wendy Hughes
Wendy Hughes (ur. 29 lipca 1952 w Melbourne, zm. 8 marca 2014 w Sydney) – australijska aktorka, producentka filmowa i scenarzystka.

## Życiorys
Uczęszczała do LaTrobe High School w Wiktorii, w Nowej Południowej Walii. Uczyła się baletu, zanim podjęła studia aktorskie w National Institute of Dramatic Arts w Sydney, które ukończyła w 1970. Po kilku sezonach w Melbourne Theatre Company debiutowała na dużym ekranie rolą dr Patricii 'Trish' Kent w komediodramacie Tima Burstalla Petersen („Jock” Petersen, 1974) obok Jacki Weaver. Następnie zagrała postać ciotki Helen w melodramacie Moja wspaniała kariera (My Brilliant Career, 1979) z Judy Davis i Samem Neillem.
Wystąpiła w roli Carolyn w komedii kryminalnej Szczęśliwego Nowego Roku (Happy New Year, 1987) u boku Petera Falka, Charlesa Durninga, Claude’a Leloucha i Toma Courtenaya.
Stała się znana telewidzom w wielu krajach z roli przebiegłej Jilly Stewart w miniserialu Powrót do Edenu (Return To Eden, 1983) oraz jako Kathleen O’Neil-McGregor z serialu Klan McGregorów (Snowy River: The McGregor Saga, 1993–1996).
Powróciła na scenę jako pani Robinson w sztuce Charlesa Webba Absolwent (2001) w Melbourne, Martha w spektaklu Edwarda Albee’ego Kto się boi Virginii Woolf? (2007) w Melbourne Theatre Company, Honor w Honor (2010) oraz w roli Pani Higgins, matki Henryka Higginsa w przedstawieniu George’a Bernarda Shawa Pigmalion (2012) w Sydney Theatre Company.

## Życie prywatne
Była trzykrotnie zamężna: z Seanem Scully (1971–1973), producentem Patrickiem Juilletem, z którym miała córkę Charlotte (ur. 1978), oraz Chrisem Haywoodem, z którym miała syna Jaya (ur. 1982).

### Śmierć
Zmarła 8 marca 2014 w Sydney w wieku 61 lat na raka. Aktor Bryan Brown ogłosił jej śmierć przed publicznością uczestniczącą w spektaklu Podróżowanie na północ (Travelling North) w Sydney tego popołudnia, prosząc o dołączenie do niego w owacji na stojąco w hołdzie zmarłej aktorki.